# Thnks fr th Mmrs
«Thnks fr th Mmrs» (pronunciado 'Thanks for the Memories' —en español: «Gracias por los recuerdos»—)  es el tercer sencillo de 2007 de la banda Fall Out Boy de Chicago. Se incluye en su lanzamiento de 2007, Infinity on High. La canción, de acuerdo con las declaraciones del bajista Pete Wentz en una entrevista con Kerrang!, se refiere a la relación romántica en la cual los sentimientos iniciales se han disipado, pero ambos amantes siguen "durmiendo con el otro" para apaciguar sus deseos físicos y mentales. El título, "Thnks fr th Mmrs" es el texto 'thanks for the memories' (en español, 'Gracias por los recuerdos') con las vocales eliminadas, como se escribiría en un mensaje de texto. Otra razón para la falta de vocales es un asentimiento en broma ante el pedido de la discográfica de Fall Out Boy que pidió que acortaran sus frecuentes títulos que son largos y verbosos. En la canción figura Kenneth "Babyface" Edmonds en la mandolina y The Movement Orchestra Strings. La canción fue usada como tema musical de un episodio de Best Week Ever en VH1. El coro de la canción contiene la línea "He tastes like you, only sweeter" (en español, 'Él sabe como tú, pero más dulce'), una línea de la película Closer. 'Thnks fr th Mmrs' también fue incluida en el episodio "Blink" de Doctor Who Confidential en un clip que mostraba escenas de series desde 1963 hasta 2007.

## Posicionamiento
La canción llegó a #11 en Billboard Hot 100, nueve lugares menos que su anterior singles, "This Ain't a Scene, It's an Arms Race". En Reino Unido llegó al puesto #12, haciendo otro Top 20 hit de la banda en ese conteo. En Nueva Zelanda, la canción llegó al puesto #13 mientras que en Australia llegó a #5 y, en Irlanda, a #17. El mejor puesto de la canción ocurrió en Filipinas, donde llegó al #2. La canción también llegó a Modern Rock Tracks de Estados Unidos, donde se colocó en el puesto #19.

## Vídeo musical
La banda lanzó el video, dirigido por Alan Ferguson, para el sencillo el 27 de febrero según reportaron en su blog. Wentz dijo: "Creo que este sacará Arms Race del agua. Este concepto es demente. Lo dejaré ahí". Aunque la fecha anunciada del lanzamiento del video era originalmente el 20 de marzo, se reportó en su página web que la premier del video sería el 23 de marzo. El video se lanzó a las 11:00 p. m. EST. El video se centra en la banda grabando el video para "Thnks fr th Mmrs" siendo chimpancés quienes dirigen el video. Los chimpancés no parecen disfrutar de tener que trabajar con la banda; el director dice que la banda es una "wack" y que debieron haberse buscado a Panic at the Disco. El video termina con Wentz destruyendo el set rompiendo una B del cartel de "FOB", dejando 'FO' que en terminología de internet significa "Fuck Off" atimologicamente (Deja de molestar). Kim Kardashian toma el papel de pareja de Wentz en el video, luego se muestra afectiva al chimpancé director que la coquetea, causante de la rabia a Wentz al final. El video fue criticado por defensores de los animales, porque a pesar de que Andy Hurley es vegetariano, utilizaron chimpancés.

### Ediciones locales
En Filipinas hay dos versiones del vídeo. La primera es la versión americana (la versión utilizada en MTV Filipinas) mientras que en la segunda los diálogos de los monos están escritos en tagalo y en lugar de Panic at the Disco, el diálogo dice que deberían haber buscado a la banda filipina Chicosci (quienes abrirían un show para Fall Out Boy el 21 de septiembre de 2007 en el Araneta Coliseum), pero el texto de los monos sigue estando en inglés. Esta versión se muestra a menudo en Myx. En ediciones de la canción, el término "Dios" es reemplazado por "Él" en la letra "in case God doesn't show" ("en caso de que Dios no se presente").

## Listado de canciones

### Vinilo 7" (Reino Unido)
1. «Thnks fr th Mmrs» - 3:24
2. «Our Lawyer Made Us Change the Name of This Song So We Wouldn't Get Sued» (en vivo desde Hammersmith Palais)

### Sencillo en CD (Reino Unido y Australia)
1. «Thnks fr th Mmrs» - 3:24
2. «Thriller» (en vivo desde Hammersmith Palais) - 3:35
3. «Dance, Dance» (en vivo desde Hammersmith Palais) - 100:17

### Sencillo en CD (Nueva Zelanda)
1. «Thnks fr th Mmrs» - 3:24
2. «This Ain't a Scene, It's an Arms Race» (remix de Kanye West) - 4:03

## Listas
| Listas (2007)                     | Mejor posición |
| --------------------------------- | -------------- |
| MYX Hit Chart Filipinas           | 2              |
| Venezuela                         | 3              |
| Australia                         | 5              |
| U.S. Billboard Hot 100            | 11             |
| UK Singles Chart                  | 12             |
| Perú                              | 3              |
| Costa Rica                        | 27             |
| RIANZ Nueva Zelanda               | 13             |
| Brasil                            | 16             |
| Irlanda                           | 17             |
| U.S. Billboard Modern Rock Tracks | 19             |
| Conteo IFPI de República Checa    | 67             |
| Colombia                          | 1              |